# 옥계초등학교 (경북)
옥계초등학교는 대한민국 경상북도 구미시에 있는 초등학교다.

## 학교 연혁
- 1934.06.01 옥계간이학교 설립
- 1943.04.01 인동서부공립국민학교 개교
- 1978.02.15 행정구역 변경으로 구미시 편입
- 1979.03.01 옥계국민학교로 교명 변경
- 1996.03.01 옥계초등학교로 교명 변경
- 1999.06.01 65주년
- 2000.03.01 병설유치원 1학급 개설
- 2000.03.01 금포분교장 본교 통합
- 2004.06.01 70주년
- 2005.07.01 급식소 준공
- 2006.03.01 초등 36학급, 유치원 1학급편성
- 2007.02.15 제59회 졸업식
- 2007.03.01 초등 39학급, 유치원 1학급편성
- 2008.03.01 초등 43학급, 유치원 1학급편성
- 2009.03.01 초등 56학급(옥계동부 12학급), 유치원 1학급편성
- 2009.06.01 옥계동부초등학교 분리(초등 44학급, 유치원 1학급편성), 75주년
- 2010.03.01 초등 44학급, 유치원 1학급편성
- 2011.03.01 초등 44학급, 유치원 1학급편성
- 2012.02.17 제64회 졸업식(남 118명, 여 109명, 총 227명)
- 2013.03.01 초등 42학급 유치원 2학급 편성
- 2014.06.01 80주년
- 2015.02.17 제67회 졸업식(남 94명, 여 85명, 총 179명, 누적 졸업생수 4747명)
- 2015.03.01 제37대 박정순 교장선생님 부임
- 2015.03.01 41학급 편성(특수학급 1학급), 1083명
- 2019.06.01 85주년
- 2025.03.01 제42대 하봉삼 교장선생님 부임
- 2024.06.01 90주년
- 2025.03.01 제43대 이송도 교장선생님 부임